# Poesia 61
A Poesia 61 (Portugal, 1961), foi uma revista efémera editada, em Faro, por cinco jovens poetas portugueses que deu origem a um movimento poético com o mesmo nome.

## História
Revista efémera editada, em Faro, em 1961, por cinco jovens poetas portugueses, na qual contribuíram com uma plaquette cada: 
- Casimiro de Brito, com "Canto Adolescente";
- Luiza Neto Jorge, com "Quarta Dimensão";
- Gastão Cruz, com "A Morte Percutiva";
- Fiama Hasse Pais Brandão, com "Morfismos";
- Maria Teresa Horta, com "Tatuagem".

Esta publicação acabou por originar um movimento poético com o mesmo nome. 

## Ligações Externas
- RTP | Programa Literatura Aqui: Poesia 61 (2016)